# جيسي فنسنت
جيسي فنسنت (بالإنجليزية: Jesse Vincent)‏ هو رائد أعمال ومهندس أمريكي، ولد في 21 يونيو 1976.